# James Knox
James Alexander Knox (født 4. november 1995 i Levens) er en professionel cykelrytter fra Storbritannien, der er på kontrakt hos World Tour-holdet Soudal Quick-Step.
Han blev professionel fra starten af 2018, hvor han skrev kontrakt med belgiske Quick-Step Floors. Ved Vuelta a España 2019 endte han på 11. pladsen, næsten 23 minutter efter vinderen Primož Roglič.